# فوشي (لون)
الفوشيّ (بالإنجليزية: Fuchsia) هو لون وردي داكن على لون الزهرة التي تحمل نفس الاسم والذي اشتق من اسم العالم الألماني ليونهارت فوش. هذا اللون ذو صبغة ذات احمرار أو تورد للون الأرجواني.